# 宮下美代
宮下 美代（みやした みよ、1931年4月24日 - ）は、日本のハードル選手。
1952年ヘルシンキオリンピックで女子80メートルハードルに出場した。1952、1953年に日本陸上競技選手権大会女子80メートルハードルで優勝した。